# Josh Ross
Joshua (Josh) Ross (Sydney, 9 februari 1981) is een Australische atleet, die zich heeft gespecialiseerd in de 100 en de 200 m. Tweemaal nam hij deel aan de Olympische Spelen, maar bleef medailleloos. Hij werd zes keer Australisch kampioen op de 100 m en eenmaal op de 200 m.

## Biografie
Op tienjarige leeftijd won Ross zijn eerste Australische titel bij het verspringen. Daarna schakelde hij over op rugby en op zijn negentiende volledig op atletiek.
Op de Olympische Spelen van 2004 in Athene liep hij in de eerste ronde een persoonlijk record van 10,24 s, waarmee hij zich kwalificeerde voor de tweede ronde. Hierin liep Ross 10,22, wat niet voldoende was om zich te kwalificeren voor de halve finale. Samen met zijn landgenoten Adam Basil, Paul Di Bella en Patrick Johnson kwalificeerde Ross zich voor de finale van de 4 x 100 m estafette. In de finale eindigde het Australische team op de zesde plaats.
Op de wereldkampioenschappen van 2005 in Helsinki kwalificeerde Ross zich wel voor de halve finale, waarin hij ten slotte als zevende strandde. Het Australische 4 x 100 m estafetteteam bereikte de finale. Hierin werd Joshua Ross, samen met Daniel Batman, Kristopher Neofytou en Patrick Johnson vijfde in 38,32.
Ook op de Gemenebestspelen in 2006 in Melbourne kwam hij op de 100 m niet verder dan de halve finale; in 10,28 werd hij hierin vijfde. 
In 2007 ging het mis met Ross. Hij raakte depressief en verloor zijn vertrouwen en plezier in de atletiek. Hij bleef op de WK in Osaka met een tijd van 10,48 steken in de kwartfinale. Het jaar erna deed hij slechts eenmaal een sprint tijdens het baanseizoen, waardoor hij zich niet kwalificeerde voor de Olympische Spelen van Peking. In 2009 ging hij trainen onder coach Adam Larcom en kreeg hij zijn vertrouwen terug, met als resultaat een vijfde nationale titel op de 100 m. Na dat baanseizoen kondigde Joshua Ross zijn vertrek uit de atletiek aan.
In 2012 vierde Ross echter zijn comeback met het veroveren van zijn zesde nationale titel op de 100 m. Later dat jaar maakte hij op de Olympische Spelen van Londen deel uit van het Australische estafetteteam op de 4 x 100 m. In de kwalificatieronde liep het Australische viertal vervolgens naar 38,17, waarmee het zeventien jaar oude nationale, tevens Oceanische record werd geëvenaard. In de finale werden de Australiërs ten slotte zevende, vlak achter de Nederlandse ploeg.  

## Titels
- Australisch kampioen 100 m - 2004, 2005, 2006, 2007, 2009, 2012
- Australisch kampioen 200 m - 2007

## Persoonlijke records
| Onderdeel | Prestatie | Datum         | Plaats             |
| --------- | --------- | ------------- | ------------------ |
| 100 m     | 10,08 s   | 10 maart 2007 | Brisbane           |
| 200 m     | 20,53 s   | 25 juli 2007  | Lignano Sabbiadoro |

## Palmares

### 100 m
- 2004: 5e in ¼ fin. OS - 10,22 s
- 2005: 7e in ½ fin. WK - 10,27 s
- 2006: 5e in ½ fin. Gemenebestspelen - 10,28 s
- 2007: 8e in ¼ fin. WK - 10,42 s

### 4 x 100 m
- 2005: 5e WK - 38,32 s
- 2012: 7e OS - 38,43 s (in serie 38,17 s = ev. AR)